# Felsőmattyasóc
Felsőmattyasóc (szlovákul Vyšné Matiašovce) Liptómattyasóc településrésze, korábban önálló falu Szlovákiában, a Zsolnai kerületben, a Liptószentmiklósi járásban.

## Fekvése
Liptószentmiklóstól 15 km-re északnyugatra fekszik. Mattyasócnak az északi, kisebbik részét képezi.

## Története
Az itt fekvő falut először Felsőszélnyének nevezték és csak 1348-tól viseli első tulajdonosának nevét. A 14. század végén már két falu, Alsó- és Felsőmattyasóc feküdt a területén. A korábbi Felsőszélnye lett Felsőmattyasóc, míg Mátyásfalvából lett Alsómattyasóc.
A 15. és 19. század között a két falu közös igazgatás alatt állt egy bíró irányítása alatt. A jobbágyok mellett szabad emberek és nemesek is éltek itt. Nemesi faluként nagyrészt a Mattyasovszky család birtoka. A családnak kiterjedt birtokai voltak Sáros, Nógrád, Zemplén és Trencsén vármegyékben is. Lakói az idők során elszegényedtek, zselléri sorba süllyedtek. 1584-ben egy nemesi kúria állt a faluban. 1600-ban „Fölsö Mattiasfalu” néven találjuk. 1784-ben Felsőmattyasócnak 15 háza és 132 lakosa volt.
A 18. század végén Vályi András így ír róla: „Alsó, és Felső Matyasócz. Két tót falu Liptó Várm. földes Ura Matyasovszky Uraság, lakosai katolikusok, fekszenek N. Palugyához 1 mértföldnyire, határbéli földgyeik jól termők, réttyeik, legelőjök elég, erdője kevés.”
1828-ban 16 házában 151 lakos élt. A 19. században árvizek, a 20. század elején tűzvész pusztított. Ebben az időben sokan vándoroltak ki Amerikába, illetve Pestre és Bécsbe dolgozni. Lakói főként mezőgazdasággal foglalkoztak.
Fényes Elek 1851-ben kiadott geográfiai szótárában így ír a faluról: „Matyasócz (Felső) Horne Matyasovce, tót falu, Liptó vmegyében, 144 kath., 7 evang. lak. Sok nemesi lakházak; vendégfogadó. F. u. mind a kettőnek a Matyasovszky és más nemes család.”
1910-ben 103, túlnyomórészt szlovák lakosa volt. A trianoni diktátumig Liptó vármegye Németlipcseii járásához tartozott.

## Lásd még
- Mattyasóc
- Alsómattyasóc